# Аманатидис, Яннис
Я́ннис Аманати́дис (греч. Γιάννης Αμανατίδης; 3 декабря 1981, Козани) — греческий футболист, нападающий. С 2002 по 2010 год выступал в составе сборной Греции.

## Клубная карьера
Семья Аманатидиса эмигрировала в Германию, когда ему было 9 лет, и поселилась в Штутгарте.
В этом городе он начал заниматься футболом в клубе «СК Штутгарт». Двумя годами позже он перешёл в футбольную академию «Штутгарта». В 2002 году в этом клубе началась его карьера в первой Бундеслиге, до этого он провёл год в аренде в клубе Второй Бундеслиги «Гройтер Фюрт». После конфликта с тренером «Штутгарта» Феликсом Магатом он впервые оказался во франкфуртском «Айнтрахте», который находился на грани вылета из Бундеслиги и взял игрока в аренду.
Летом 2004 года Аманатидис подписал контракт с «Кайзерслаутерном», но после всего лишь одного сезона он вновь перешёл в «Айнтрахт», который в то время возвратился в первую бундеслигу, и стал творцом атак команды, регулярно забивал голы, и в конечном счёте стал начиная с сезона 2007/08 капитаном команды. В апреле 2008 года было объявлено, что Аманатидис согласился продлить своё соглашение с клубом до 2012 года.

## Карьера в сборной
В ноябре 2002 года провёл свой первый матч в составе национальной сборной Греции против сборной Ирландии, а в ноябре 2007 года забил решающий мяч в игре со сборной Турции, выведший сборную на Евро-2008. В национальной команде играл на правом краю полузащиты. В августе 2010 года Яннис принял решение завершить международную карьеру по причине ссоры с Футбольной федерацией Греции.

## Достижения
- Финалист Кубка Германии: 2006